# 大竹英雄
大竹英雄（1942年5月12日—），生於日本福冈县北九州市，职业围棋棋手，日本棋院九段。他的棋風極為厚實，可以說是日本棋手中棋風最為厚實的一位。他極為注重棋形的美感，認為難看的棋形根本不能下，那樣會玷污棋譜，因此被人稱為“美學棋士”。
大竹於1951年拜木谷实为师，1956年入段。职业生涯共获得48个冠军，其中包括7次碁圣、5次十段、4次名人、1次王座，擁有名譽碁聖頭銜，同林海峰一道开创了日本围棋的“竹林时代”。1992年获得富士通杯冠军。

## 升段過程
- 1956年 - 入段
- 1957年 - 二段
- 1958年 - 三段
- 1959年 - 四段
- 1961年 - 五段
- 1963年 - 六段
- 1965年 - 七段
- 1967年 - 八段
- 1970年 - 九段

## 主要成績

### 七大頭銜紀錄
| 頭銜   | 總計 | 年份                       | 期數                    |
| ------ | ---- | -------------------------- | ----------------------- |
| 名人   | 4期  | 1975-1976，1978-1979       | 第14期(舊)，第1，3，4期 |
| 十段   | 5期  | 1969，1980-1981，1993-1994 | 第8，18-19，33-34期     |
| 王座戰 | 1期  | 1975                       | 第23期                  |
| 碁聖   | 7期  | 1978，1980-1985            | 第3，5-10期             |

累積獲得合計17頭銜

### 其他棋戰
- 1964年 - 第8期囲碁選手権高松宮賞受賞
- 1965年 - 第9期首相杯争奪戦優勝
- 日本棋院第一位決定戰(1967-68年，第6-7期)
- 全日本第一位決定戰(前稱日本棋院第一位決定戰1970年-75，第1-5期)
- 1980年 - 第3期鶴聖戰優勝
- 1981年第3回JAA杯優勝
- 1992年第5回世界選手権富士通杯優勝

### 榮譽
- 1970、75年 - 棋道賞最優秀棋士賞
- 1975年 - 秀哉賞
- 1999年 - 1000勝達成，成為日本棋界第五位勝數達至千勝的棋手。
- 2003年 - 北九州市民文化賞
- 2004年 - 紫綬褒章
- 2012年 - 大倉喜七郎賞
- 2013年 - 第72回西日本文化賞
- 2015年 - 旭日中綬章

## 外部連結
- 日本棋院关于大竹英雄的介绍（页面存档备份，存于）